# Taylor Hickson
Taylor Delaney Hickson (Kelowna, Columbia Británica; 11 de diciembre de 1997) es una actriz y compositora canadiense. Se crio en Kelowna, en la Columbia Británica. Hickson empezó a cantar en concursos de talentos a los once años. Tras acabar el instituto, se le concedió una audición con un agente de cástines, con quien firmó aquel mismo día.
Después de tener un pequeño papel en la película Blackway, tuvo otro papel menor en Deadpool. Aparte de salir en diversas películas, luego ha tenido papeles en las series Aftermath y Motherland: Fort Salem.

## Primeros años
Se crio en Kelowna como la mayor de cuatro hermanos. Posteriormente, reconocería que durante su infancia tuvo graves problemas de autoestima que ya estaban superados. Con 11 años empezó a cantar en concurso de talentos de la región canciones folk junto a su padre. Además, pronto le cogió el gusto al piano y a la guitarra.

## Carrera
A finales de 2014, Hickson llamó la atención de un agente de cástines que era amigo de su tía. Aunque al principio no le interesaba actuar, la convencieron para conocerlo y firmó con este ese mismo día.
En 2015 consiguió un papel sin diálogo, como una adolescente alterada, en Blackway, junto a Anthony Hopkins, Ray Liotta y Julia Stiles.
Pero el papel decisivo para Hickson llegó en la comedia de 2016 Deadpool. En esta tuvo su primer papel con líneas de diálogo. Interpretaba a Meghan Orlovsky, una joven a la que el protagonista ayuda. Fue en ese momento cuando vio lo mucho que deseaba actuar.
Posteriormente, actuó en Aftermath, donde interpretó el papel protagonista, igual que lo tuvo después en Clase letal y Motherland: Fort Salem.

## Cicatriz
En diciembre de 2016, grabando la película Ghostland, sufrió un accidente. Tenía que golpear con los puños una puerta de cristal, cosa que le habían asegurado que era perfectamente segura, y el director, Pascal Laugier, insistió en que lo golpeara con más y más fuerza. Finalmente, el cristal se rompió, hiriéndole gravemente la cara. Esa herida requirió que le pusieran 70 puntos de sutura, que acabarían por dejarle una cicatriz que todavía la acompaña y que le ha hecho perder muchos proyectos cinematográficos según asegura ella.
La actriz decidió demandar a la productora por las lesiones producidas. y, ante la demanda, dicha productora se declaró culpable, siendo condenada a pagar 40 mil dólares a la actriz.

## Filmografía

### Películas
| Año  | Película                | Personaje              | Notas |
| ---- | ----------------------- | ---------------------- | ----- |
| 2015 | Blackway                | Drogadicta             |       |
| 2016 | Deadpool                | Meghan Orlovsky        |       |
| 2016 | Hunting Pignut          | Bernice "Story" Kilfoy |       |
| 2017 | Residue                 | Angelina Harding       |       |
| 2017 | Everything, Everything  | Kayra Bright           |       |
| 2018 | A Picnic Table, At Dusk | Ivy                    | Corto |
| 2018 | Ghostland               | Vera joven             |       |
| 2018 | Giant Little Ones       | Natasha Kohl           |       |

### Series
| Año  | Película               | Personaje        | Notas            |
| ---- | ---------------------- | ---------------- | ---------------- |
| 2016 | Aftermath              | Brianna Copeland | Papel principal  |
| 2019 | Clase letal            | Petra            | Papel recurrente |
| 2020 | Motherland: Fort Salem | Raelle Collar    | Papel principal  |

## Premios y nominaciones
| Año  | Premio                       | Categoría              | Trabajo           | Resultado | Referencia |
| ---- | ---------------------------- | ---------------------- | ----------------- | --------- | ---------- |
| 2016 | Whistler Film Festival Award | Estrella emergente     | Hunting Pignut    | Ganadora  | [ 8 ]      |
| 2017 | Leo Awards                   | Mejor actriz principal | Hunting Pignut    | Nominada  | [ 9 ]      |
| 2019 | Leo Awards                   | Mejor actriz principal | Giant Little Ones | Nominada  | [ 10 ]     |